# 亢宿一
亢宿一（室女座κ，κ Vir）是室女座的一颗橙巨星，光谱型为K，视星等+4.18，距离地球约224光年。